# Andrés Serbin Bartosch
Andrés Serbin Bartosch (1 de septiembre de 1948 en Buenos Aires, Argentina) es un antropólogo y autor especializado en América Latina y el Caribe, Rusia, Eurasia, Asia Pacífico y Sur Global. Desde 1997 hasta el 2023, se desempeñó como presidente del think tank regional Coordinadora Regional de Investigaciones Económicas y Sociales (CRIES). Actualmente ocupa el cargo de Chair del Consejo Académico de CRIES.

## Trayectoria
Es licenciado en Antropología Cultural (Universidad Nacional de la Plata), tiene una maestría en Psicología Social (Universidad Simón Bolívar) y es doctor en Ciencias Políticas (Universidad Central de Venezuela).[cita requerida]
Serbin ha sido presidente de la Asociación Venezolana de Estudios del Caribe (AVECA) y de la Caribbean Studies Association (CSA) de 1987 a 1988, y se desempeñó como coordinador de diversos grupos de trabajo de la Latin American Studies Association (LASA), incluyendo el Task Force sobre las relaciones entre América Latina y la URSS.[cita requerida] Actualmente es Presidente de la sección Asia y las Américas de LASA.
Fue miembro fundador y presidente de la International Coalition for the Responsibility to Protect (ICRtoP) y cofundador del Global Partnership for the Prevention of Armed Conflict (GPPAC), donde se desempeñó dos veces como copresidente de la Junta Directiva y presidente de distintos Task Force sobre prevención de conflictos armados, diplomacia ciudadana y relaciones entre la sociedad civil y organismos intergubernamentales.[cita requerida]
En el ámbito de la diplomacia ciudadana, de 1997 a 1998 coordinó el diálogo entre Venezuela y Brasil.[cita requerida] De 2008 a 2014 lideró un diálogo cubano-estadounidense a través del programa TACE (Taller Académico Cuba-Estados Unidos) que llevó a la normalización de las relaciones entre ambos estados.  
Serbin es miembro fundador y continúa desempeñándose como presidente emérito del Instituto Venezolano de Investigaciones Económicas y Sociales (INVESP).Se jubiló como profesor titular en la Universidad Central de Venezuela en 2001 y desde 1990 ocupa el nivel superior (Categoría IV) como Investigador Emérito en el Consejo Nacional de Ciencia y Tecnología de Venezuela (CONICYT).[cita requerida]
Serbin es miembro de Chatham House y Valdai Club, stakeholder del European University Institute, miembro consejero del Consejo Argentino para las Relaciones Internacionales (CARI). Es miembro del Consejo Académico del Programa de Estudios de Posgrado de la Universidad de El Salvador (USAL).[cita requerida] Es miembro del Consejo Académico del Programa de Posgrado sobre BRICS en la Universidad de San Petersburgo en Rusia y director del programa de especialización sobre Rusia y Eurasia en la Universidad Católica Argentina (UCA).[cita requerida] Es profesor honorario de la Universidad de La Habana, Cuba.[cita requerida]
Ha sido académico visitante y profesor invitado en varias universidades del Reino Unido (Warwick), Estados Unidos (Harvard, Universidad Internacional de Florida, Wharton School), Francia (Aix-en-Provence, Sorbonne III) y Brasil (UNESP).[cita requerida] También se desempeñó como asesor del Ministerio de Relaciones Exteriores de Venezuela (1991-1993 y 1997-1999); Director de Asuntos del Caribe con el Sistema Económico Latinoamericano (SELA) (1995-1997) como uno de los expertos que contribuyó a la creación de la Asociación de Estados del Caribe, y como consultor de varias organizaciones regionales e internacionales como el PNUD y UNESCO.

## Medios de comunicación
Serbin es director y fundador del journal académico trilingüe “Pensamiento Propio” y del Anuario de Integración latinoamericana y del Gran Caribe. Es columnista de los periódicos Perfil y Clarín en la Argentina de Latinoamérica 21 y de los blogs del Valdai Club y del Aula Blog de CLALS, American University.
Director y host del programa “Room service en la selva global” en Radio Cultura de Buenos Aires desde 2025. Ha sido entrevistado en diversos medios a nivel mundial como CNN, France24, NTN24, Rossiya 1, Radio Caracol, Al Jazeera, y otras.

## Distinciones
- 2023: Otorgamiento del Global South Distinguished Scholar Award.
- 2005: Reconocimiento por servicios prestados a la Caribbean Studies Association, incluyendo roles de miembro electo de la Junta Directiva (1985-1987), Program Chairman (1986), Vicepresidente electo (1987), Presidente electo (1987-1988) y participación en diversos Task Force (1990-1996).
- 1999: Premio Fondo de Rendimiento Académico otorgado por la Comisión Nacional de Desarrollo de la Educación Superior – CONADES, Venezuela
- 1994: Premio Bienal de la Labor de Investigación en Ciencias Sociales, Asociación de Profesores de la Universidad Central de Venezuela (APUCV) y Asociación para el Avance de la Investigación Universitaria (APIU).
- 1990: Ganador del VI Certamen Latinoamericano de Ensayo Político de Nueva Sociedad por el ensayo "Porque no existe el Poder Negro en América Latina? Indios y negros frente a la dominación étnica y la discriminación racial".
- 1987: Mención Investigación Social, Caracas, por el libro "Etnia, clase y nación en la cultura política del Caribe de habla inglesa" (Premio Municipal de Literatura).
- 1981: Mención Investigación Social, Caracas, por el libro "Indigenismo y Autogestión" (Premio Municipal de Literatura).

## Libros y documentos recientes
A lo largo de su carrera ha publicado libros de autoría propia y ha editado una treintena de obras colectivas tanto en inglés, y en ruso como en español. Además ha escrito más de 300 artículos y capítulos académicos en cinco idiomas. A continuación se enlistan algunos de ellos:
- (2024) “Comida: diario de un antropólogo hambriento”, Editora Dialetica, São Paulo.
- (2022) Guerra y transición global - Publicado por Arete Grupo Editor y CRIES en Buenos Aires, ISBN 978-48122-5-4 1.
- (2021) El ajedrez estratégico en Eurasia[13]
- (2021) El Indo-Pacífico y América Latina en el marco de la disputa geoestratégica entre Estados Unidos y China[14]
- (2020) Los actores globales y el (re) descubrimiento de América Latina[15]
- (2019) Eurasia y América Latina en un mundo multipolar[16]
- (2019) América Latina y el Caribe en un mundo en transición: actores extrarregionales y estrategias latinoamericanas (Número especial de Pensamiento Propio)[17]
- (2018) América Latina y el Caribe frente al nuevo orden mundial. Poder, globalización y respuestas regionales[18]
- (2018) Derechos humanos y seguridad internacional: amenazas e involución[19]
- (2018) Why should the European Union have any relevance for Latin America and the Caribbean?[20]
- (2017) Anuario de la Integración Regional de América Latina y el Caribe, No. 14, 2017 América Latina y el Caribe: una compleja transición[9]
- (2017) Cuba y el proceso de actualización en la era de Trump (Número especial de Pensamiento Propio)[21]
- (2016) Anuario de la Integración Regional de América Latina y el Caribe, No. 13, 2016 América Latina y el Caribe frente a la encrucijada actual de la globalización[22]
- (2016) ¿Fin de ciclo y reconfiguración regional? América Latina y las relaciones entre Cuba y los Estados Unidos[23]